# Gilles Vanden Burre
Gilles Vanden Burre, né le 11 janvier 1978 à Woluwe-St-Pierre (Bruxelles), est un homme politique belge, membre du parti Ecolo. Depuis juin 2015, il est député fédéral. Depuis octobre 2020, il est aussi chef de groupe Ecolo-Groen.

## Biographie
Gilles Vanden Burre passe sa jeunesse à Woluwe-Saint-Pierre. À 28 ans, il s’installe à Ixelles. 
Ingénieur de gestion de formation, il a travaillé 12 ans dans le monde de l’entreprise à différentes fonctions de cadre commercial dans les secteurs bancaire et industriel. Il travaille notamment à la banque CBC et au sein du groupe Umicore. 
Par la suite, il a dirigé un incubateur d’entreprises liées au développement durable et à l’environnement, Greenbizz, situé dans le quartier de Tour et Taxis à Bruxelles.
En 2008, Gilles Vanden Burre a rejoint l'asbl B plus (Mouvement pour une Belgique rénovée dans une union fédérale, Beweging voor een federaal en vernieuwd België en néerlandais), dont il deviendra le président. Il sera candidat sur la liste ecolo à la Chambre à la cinquième place.
Gilles Vanden Burre est secrétaire politique d'Ecolo Ixelles.
En mai 2014, il se présente aux élections fédérales en tant que premier suppléant sur la liste Ecolo de l'arrondissement de Bruxelles. 
En juin 2015, il devient député fédéral pour le groupe Ecolo-Groen, succédant ainsi à Zakia Khattabi, devenue co-présidente d'Ecolo. Il a aussi été membre de la commission spéciale sur les attentats terroristes de Bruxelles du 22 mars 2016.
Le 26 mai 2019, il est réélu à la Chambre des Représentants.
Depuis octobre 2020, à la suite de la nomination de Georges Gilkinet comme Ministre fédéral de la Mobilité, il devient chef de groupe Ecolo-Groen à la Chambre.
Lors des élections de juin 2024, il ne sera pas réélu comme député à la chambre mais partira néanmoins avec un belle prime de départ,. Il rejoindra un cabinet de conseil stratégique fondé par un ancien secrétaire général de l'OTAN, Rasmussen Global (en) comme consutant. Il officie également comme chroniqueur sur la chaîne de télévision LN24.
Suite à la débacle du parti ecolo lors des élections de juin 2024, des élections pour la désignation de la nouvelle coprésidence auront lieu. Gilles Vanden Burre se porte candidat avec sa collègue wallonne Marie-Colline Leroy. Il sera très critique envers la coprésidence sortante et dénoncera un manque de démocratie interne au sein du parti,. Leur duo sera battu par le duo formé par Samuel Cogolati et Marie Lecocq, co-présidents depuis le 13 juillet 2024.

## Décoration
- Chevalier de l'ordre de Léopold (2024)[17]